# ケン坊田中・松田キビキビ
ケン坊田中・松田キビキビ（ケンぼうたなか・まつだキビキビ）は、九州地方を拠点に活動していた吉本興業福岡支社（福岡吉本）所属のお笑いコンビ。1992年結成、2001年解散。

## メンバー
ケン坊 田中（ケンぼう たなか、1971年7月20日（53歳）- ）
ツッコミ担当。
本名は田中 健二（たなか けんじ）。福岡県福岡市城南区出身。福岡大学附属大濠高等学校卒業。血液型O型。身長163cm。体重64kg。
当コンビ結成以前には、カンニング竹山と「ター坊ケン坊」というコンビで活動していた。
2022年7月に芸名を本名と同じ「田中健二」に改名。
解散後の活動は田中健二 (お笑い芸人)を参照。
松田 キビキビ（まつだ キビキビ、1970年1月6日（55歳）- ）
ボケ担当。
本名は松田 貢児（まつだ こうじ）。福岡県小郡市出身。柳川高等学校卒業（1987年度）。血液型AB型。身長172cm。体重63kg。
1998年10月からエフエム山口『Friday Super Freak』にピンで出演していたが、コンビ解散と同時期に番組が終了。芸名を「松田貢児」に改名後は山口朝日放送の『DO-YO-DA!!』などに出演するなどして活動していたが、気象予報士試験に合格して福岡吉本を退社。以後は気象予報士として活動しており、2016年4月6日から2021年3月まで福岡放送『めんたいワイド』のお天気コーナーを担当。
2016年6月20日には病気休養中であった青木淳也（ブルーリバー）に代わり、『めんたいワイド』月曜のコーナー「穴場発見！ジモトリコ」に出演。その際に元相方のケン坊田中と久しぶりの共演を果たし、コンビ時代のネタを披露した。
2021年4月からテレビ長崎の『マルっと!』のお天気コーナーを担当。その後、2024年4月からは同番組に加え、『KTN Live News イット！』の天気コーナーも担当。

## 出演
- Hi-Ho! → Hi-Ho!2（テレビ西日本）
- ぷるんぷるん（テレビ西日本）
- 爆笑オンエアバトル（NHK） - 戦績：0勝1敗。最高341KB。